# Polygenis pygaerus
Polygenis pygaerus är en loppart som först beskrevs av Wagner 1937.  Polygenis pygaerus ingår i släktet Polygenis och familjen Rhopalopsyllidae. Inga underarter finns listade i Catalogue of Life.